# Colle della Maddalena
De Colle della Maddalena (Italiaans) / Col de Larche (Frans) is een bergpas tussen Frankrijk en Italië in de Alpen. Hij vormt de verbinding tussen het Italiaanse Valle Stura di Demonte en het Franse dal van de rivier Ubaye. De weg is gewoonlijk de gehele winter open.
De route bevat enkele delicate passages langs beide zijden en vrachtverkeer is beperkt tot 35 ton. Hierdoor is het verkeer over de pas eerder beperkt ondanks zijn relatief beperkte hoogte (enkel de Col de l'Échelle en de Col de Montgenèvre zijn lager). De Franse zijde is gesloten voor fietsers vanwege gevaar voor vallende stenen.
Het bergzadel van de Maddalena bevindt zich tussen het Chambeyronmassief in het noorden (met de Monte della Signora, 2774 m) en het massief van Mercantour-Argentera (Monte Enciastraia, 2955 m) in het zuiden. Aan de Italiaanse zijde van de top bevindt zich een bergmeer, het Lago della Maddalena.

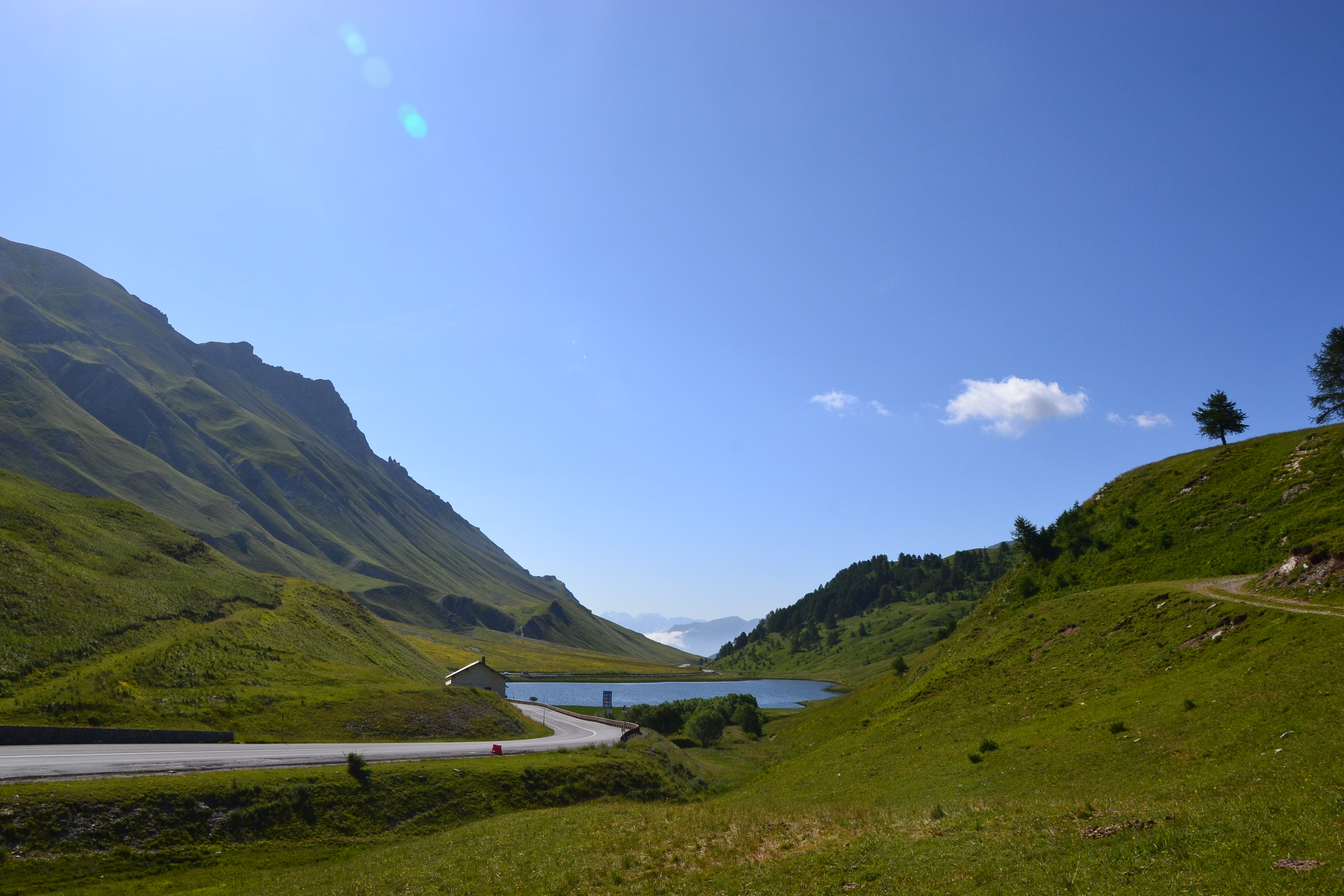
Richting Italië, vlak bij de pashoogte

Agnello · Aprica · Assietta · Baremone · Brenner · Brocon · Cadibona · Capannelle · Campolongo · Costalunga · Croce Dominii · Cuvignone · Duran · Esischie · Falzarego · Fauniera · Fedaia · Finestre · Forcola di Livigno · Foscagno · Gardena · Gavia · Giau · Giogo di Bala · Grote Sint-Bernhard · Jaufen · Joux · Kleine Sint-Bernhard · Lavaze · Leonessa · Lombarda · Maddalena · Manghen · Maniva · Mendel · Montgenèvre · Mont-Cenis · Monte Cristo · Mortirolo · Nigra · Nivolet · Penser Joch · Platigliolepas · Pfitscherjoch · Plöcken · Pordoi · Pratoriscio · Predil · Presolana · Reschen · Rolle · Sampeyre · San Carlo · San Marco · San Pellegrino · San Zeno · Scale · Sella · Sestriere · Sommeiller · Splügen · Staller Sattel · Staulanza · Stelvio · Tenda · Timmelsjoch · Tonale · Tre Croci · Tremalzo · Umbrail · Val Bighera · Valcavera · Valles · Valparola · Via del Sale · Vivione · Würz